# 春暁斎北長
春暁斎 北長（しゅんぎょうさい ほくちょう、生没年不詳）とは、江戸時代の大坂の浮世絵師。

## 来歴
師系不明。大坂の人で春暁斎、春潮斎、北長と号す。作画期は嘉永から安政の頃にかけてで、中判の役者絵を描く。